# Арехіз I (герцог Беневентський)
Арехіз I або Аречіз, другий герцог Беневентський (591—641). Походив з Фріулі та, ймовірно був племінником герцога Зотто. Був призначений герцогом Агілульфом, королем лангобардів весною 591. Був практично незалежним від короля лангобардів, адже землі герцогства були відділені від Північної Італії смугою території, яка належала візантійцям.
Завоював Капую і Венафро у Кампанії, деякі володіння у Калабрії. Як і його попередник Зотто не зміг захопити Неаполь, проте у 620 завоював Салерно. Останні роки свого правління провів у налагодженні добрих стосунків християнами у своєму герцогстві та забезпеченні права спадкування своєму синові Аюльфові.